# 스즈키 카에데 (마작 선수)
스즈키 카에데(일본어: 鈴木 楓, 1999년 9월 21일 ~ )는 일본의 마작 선수이다.